# Boadilla del Camino
Pour les articles homonymes, voir Boadilla del Monte.
Boadilla del Camino est un municipio (municipalité ou canton) situé dans le Nord de l’Espagne, dans la comarca (comté ou pays ou arrondissement) de Tierra de Campos dans la Communauté autonome de Castille-et-León, Palencia.
Boadilla del Camino est aussi le nom du chef-lieu du municipio
La population du municipio était de 127 habitants en 2010.
Boadilla del Camino est une étape sur le Camino francés du Pèlerinage de Saint-Jacques-de-Compostelle.

## Démographie
| 1900 | 1910 | 1920 | 1930 | 1940 | 1950 | 1960 | 1970 | 1981 | 1991 | 2001 | 2010 |
| 646  | 668  | 611  | 567  | 580  | 604  | 495  | 315  | 247  | 202  | 175  | 127  |

## Culture et patrimoine

### Le Pèlerinage de Compostelle
Par le Camino francés du Pèlerinage de Saint-Jacques-de-Compostelle, le chemin vient d'Itero de la Vega, par le canal del Pisuerga et par l' Otero Largo (857 m).
La prochaine halte est Frómista, après Las Esclusas du Canal de Castilla.

### Patrimoine civil et naturel

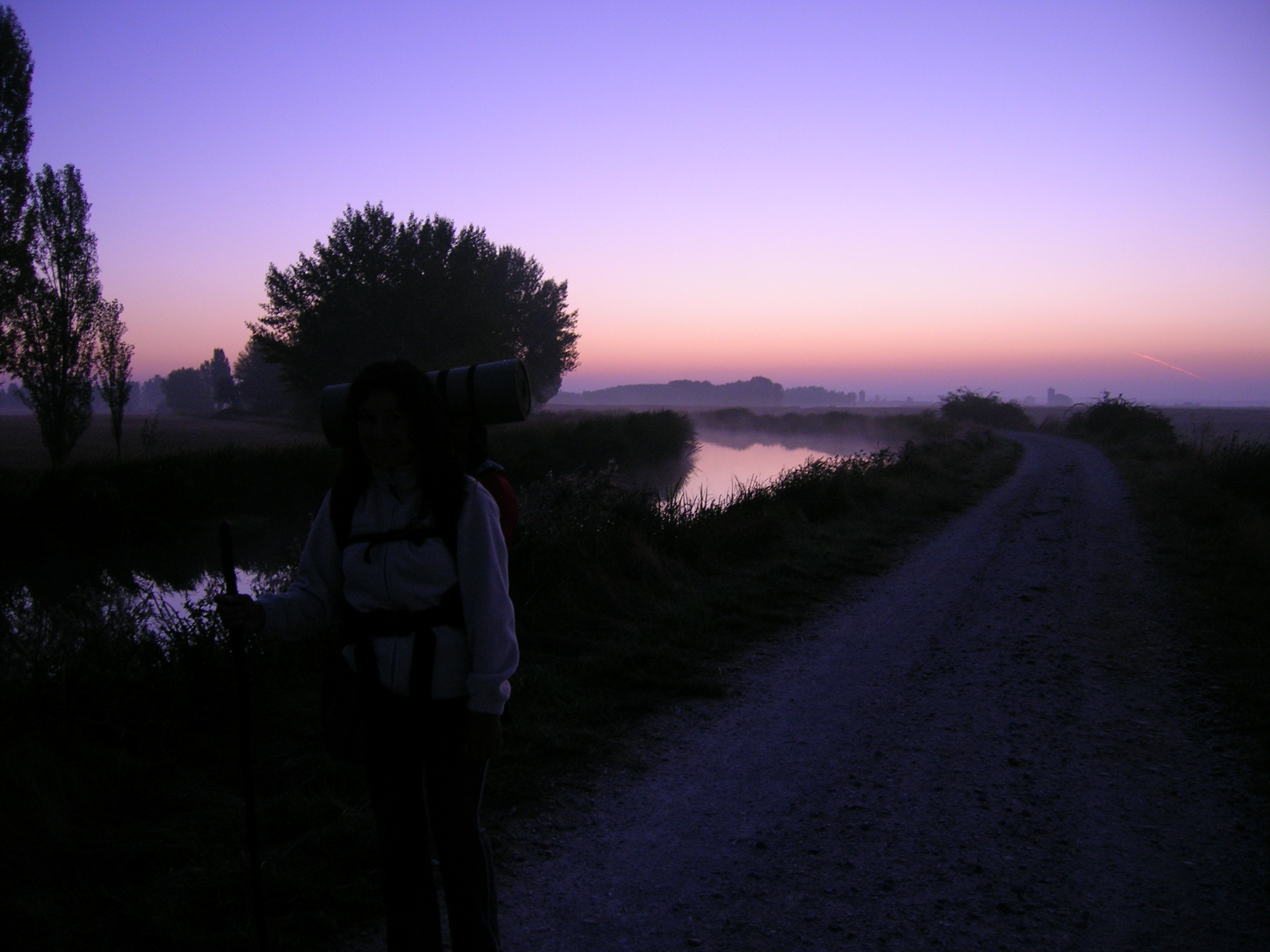
Boadilla del Camino

## Sources et références
- (es) Cet article est partiellement ou en totalité issu de l’article de Wikipédia en espagnol intitulé « Boadilla del Camino » (voir la liste des auteurs).
- Grégoire, J.-Y. & Laborde-Balen, L. , « Le Chemin de Saint-Jacques en Espagne - De Saint-Jean-Pied-de-Port à Compostelle - Guide pratique du pèlerin », Rando Éditions, mars 2006,  (ISBN 2-84182-224-9)
- « Camino de Santiago St-Jean-Pied-de-Port - Santiago de Compostela », Michelin et Cie, Manufacture Française des Pneumatiques Michelin, Paris, 2009,  (ISBN 978-2-06-714805-5)
- « Le Chemin de Saint-Jacques Carte Routière », Junta de Castilla y León, Editorial Everest